# Antonio Castillo
Antonio Cánovas del Castillo de Rey (Madrid, 13 dicembre 1908 – Madrid, 13 maggio 1984) è stato un costumista e stilista spagnolo.

## Biografia
Nato a Madrid, Antonio Castillo studiò al Colegio del Pilar e all'Università di Madrid. Dopo lo scoppio della guerra civile spagnola si trasferì a Parigi dove lavorò brevemente come diplomatico prima di cominciare a lavorare come stilista per Paquin, Robert Piguet e Coco Chanel. Nel 1945 fu assunto da Elizabeth Arden e si trasferì a New York, dove cominciò a lavorare come costumista anche a Broadway e alla Metropolitan Opera House, ricevendo una canddiatura al Tony Award ai migliori costumi nel 1959 per il musical Goldilocks. Nel 1971 vinse l'Oscar ai migliori costumi insieme ad Yvonne Blake per il loro lavoro nel film Nicola e Alessandra.

## Filmografia
- La bella e la bestia (La Belle et la Bête), regia di Jean Cocteau (1946)
- Una Rolls-Royce gialla (The Yellow Rolls-Royce), regia di Anthony Asquith (1964)[2]
- Nicola e Alessandra (Nicholas and Alexandra), regia di Franklin J. Schaffner (1971)

## Riconoscimenti
- Premio Oscar
  - 1972 – Migliori costumi per Nicola e Alessandra
- Premio BAFTA
  - 1972 – Candidatura per i migliori costumi per Nicola e Alessandra
- Tony Award
  - 1959 – Candidatura per il migliori costumi per Goldilocks